# Ateli
Ateli là một thị xã của quận Mahendragarh thuộc bang Haryana, Ấn Độ.

## Địa lý
Ateli có vị trí 28°06′B 76°17′Đ / 28,1°B 76,28°Đ Nó có độ cao trung bình là 299 mét (980 foot).

## Nhân khẩu
Theo điều tra dân số năm 2001 của Ấn Độ, Ateli có dân số 5671 người. Phái nam chiếm 54% tổng số dân và phái nữ chiếm 46%. Ateli có tỷ lệ 73% biết đọc biết viết, cao hơn tỷ lệ trung bình toàn quốc là 59,5%: tỷ lệ cho phái nam là 79%, và tỷ lệ cho phái nữ là 65%. Tại Ateli, 13% dân số nhỏ hơn 6 tuổi.